# Where in the World Is Carmen Sandiego?
Where in the World Is Carmen Sandiego?, parfois connu en France sous le titre À la Poursuite de Carmen Sandiego dans le Monde, est un jeu vidéo d'aventure éducatif, développé et édité par Brøderbund en 1985. C'est le premier jeu de la franchise Carmen Sandiego.
Le joueur incarne un enquêteur d'Interpol qui parcourt le globe pour arrêter Carmen Sandiego et les membres de son organisation, la V.I.L.E. (Villains International League of Evil). L'aventure prend la forme d'un jeu de piste qui mène le joueur dans trente villes et fait appel à ses connaissances en géographie. The World Almanac était généralement inclus avec le jeu.

## Système de jeu
Where in the World Is Carmen Sandiego? est un jeu d'aventure qui se joue à la souris en pointer-et-cliquer (ou la manette). Il se compose essentiellement d'images fixes représentant des lieux touristiques célèbres. Suivant les versions, quelques animations visuelles et sonores au style humoristique viennent agrémenter l'avancement des enquêtes.
Une enquête de police consiste à remonter la piste d'un malfrat, de ville en ville, pour l'arrêter. Le joueur a un temps limité pour résoudre l'affaire, généralement moins d'une semaine : le temps défile à chaque déplacement. Une fois arrivé dans une nouvelle localité, il faut recueillir suffisamment d'informations pour pouvoir deviner la prochaine destination du voleur (parmi quatre propositions). L'enquêteur peut pour cela visiter trois lieux (musée, marché, bibliothèque, etc.) pour y rencontrer des témoins qui lui fournissent des indices sur l'identité du malfrat et ses centres d'intérêt. Une fois la piste remontée (au bout de quelques villes), l'enquêteur doit demander un mandat d'arrêt avant de pouvoir arrêter le suspect. Il est invité à fournir les éléments d'identification recueillis durant l'enquête (physionomie du malfrat, hobby, signes distinctifs...). Au fur et à mesure qu'il résout des affaires, l'enquêteur monte en grade et se rapproche de la piste de Carmen Sandiego.

## Versions
La première version du logiciel est sortie en 1985 sur Apple II. Le jeu a ensuite été édité sur PC (DOS), Commodore 64 (1986), Macintosh, Ordinateur Couleur 3 sous OS-9 (~1987), Master System (1988), Amiga (1989), Amstrad CPC, PC Engine (CD-ROM²) (1990), Mega Drive (1992) et Super Nintendo (1993).
Where in the World Is Carmen Sandiego? était inclus dans certains packs logiciels avec l'Amiga 500.[réf. souhaitée]